# Robin Hartshorne
Robert Cope „Robin“ Hartshorne (* 15. März 1938 in Boston) ist ein US-amerikanischer Mathematiker, der sich mit algebraischer Geometrie beschäftigt.

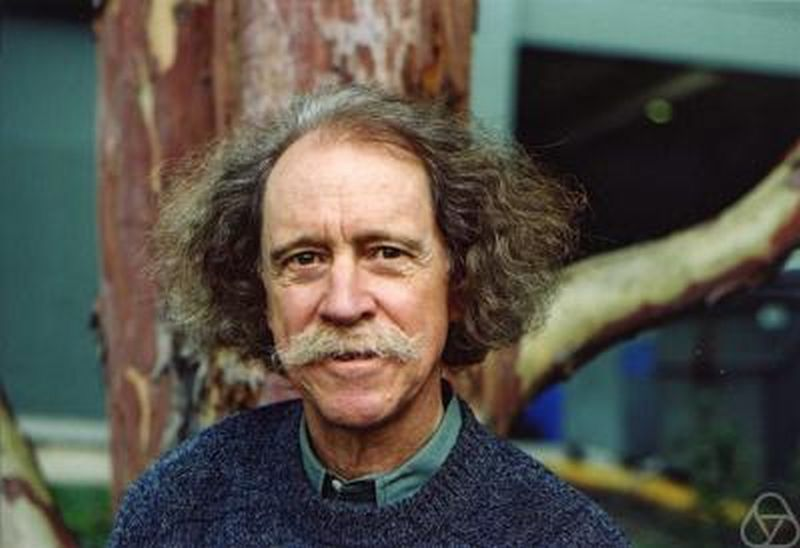
Robin Hartshorne 2005

Hartshorne war 1958 Putnam Fellow, studierte an der Harvard University bei David Mumford und Oscar Zariski sowie in Paris bei Jean-Pierre Serre und Alexander Grothendieck und wurde 1963 an der Princeton University mit der Dissertation Connectedness of the Hilbert Scheme bei John Coleman Moore und Zariski promoviert. Danach war er 1963 bis 1966 Junior Fellow in Harvard, wo auch Grothendieck regelmäßig Vorlesungen und Seminare hielt. Er war ab 1966 Assistant Professor und später Associate Professor in Harvard und ab 1972 Associate Professor an der
University of California, Berkeley, an der er 1974 eine volle Professur erhielt. Er war Gastprofessor am Collège de France in Paris und in Kyōto, wo er seine Vorlesungen in Japanisch hielt.
1997 löste er Zeuthens Problem, das die Königlich Dänische Akademie der Wissenschaften 1901 als Preisaufgabe gestellt hatte (Hat jede irreduzible Familie von singularitätenfreien Raumkurven Grenzkurven, die aus Geradenstücken zusammengesetzt sind?) im negativen Sinn.
Sein Lehrbuch der algebraischen Geometrie ist ein Standardwerk. Es benutzt Grothendiecks Sprache der Schemata. Es behandelt auch elliptische Kurven und algebraische Flächen und sogar die Weil-Vermutungen. 1979 erhielt er dafür den Leroy P. Steele Prize. Sein Buch Residues and Duality beruht auf einem Seminar, für das er ausführlich mit Grothendieck korrespondierte.
Hartshorne ist verheiratet (mit der Psychotherapeutin Edith Churchill) und hat zwei Kinder. Er spielt Flöte und ist ein erfahrener Bergsteiger.
Er ist Fellow der American Mathematical Society. 1970 bis 1972 war er Sloan Research Fellow.

## Bücher
- Algebraic Geometry. Graduate Texts in Mathematics. Springer-Verlag, New York 1977, ISBN 0-387-90244-9.
- Geometry: Euclid and Beyond. Undergraduate Texts in Mathematics. Springer-Verlag, New York 2000, 2005, ISBN 0-387-98650-2.
- Families of Curves in {\displaystyle \mathbb {P} ^{3}} and Zeuthen´s Problem. Memoirs of the American Mathematical Society 1997, ISBN 0-8218-0648-3.
- Ample Subvarieties of Algebraic Varieties. Lecture Notes in Mathematics. Springer-Verlag 1970, ISBN 3-540-05184-8.
- Foundations of Projective Geometry. Addison-Wesley 1967, ISBN 0-8053-3757-1.
- Residues and Duality. Springer 1966, ISBN 3-540-03603-2.